# میرزا کاپتانوویچ
میرزا کاپتانوویچ (انگلیسی: Mirza Kapetanović؛ زادهٔ ۳۰ ژوئن ۱۹۵۹) بازیکن فوتبال اهل یوگسلاوی بود.
از باشگاه‌هایی که در آن بازی کرده‌است می‌توان به باشگاه فوتبال کیکرز اوفنباخ، باشگاه فوتبال ارتسگبیرگ آئو، و باشگاه فوتبال سارایوو اشاره کرد.
وی همچنین در تیم ملی فوتبال یوگسلاوی بازی کرده‌است.